# Flueggea acicularis
Flueggea acicularis är en emblikaväxtart som först beskrevs av Léon Camille Marius Croizat, och fick sitt nu gällande namn av Grady Linder Webster. Flueggea acicularis ingår i släktet Flueggea och familjen emblikaväxter. Inga underarter finns listade i Catalogue of Life.